# Dicasterio para la Promoción de la Unidad de los Cristianos
El Dicasterio para Promoción de la Unidad de los Cristianos es el dicasterio de la curia romana que se dedica al compromiso ecuménico, tanto en el seno de la Iglesia católica como en las relaciones con otras Iglesias y comunidades eclesiales, en orden a restaurar la unidad entre los cristianos. También se encarga este dicasterio de avanzar la relación entre católicos y judíos, mediante la Comisión para las Relaciones Religiosas con el Judaísmo.
Creado a raíz del espíritu ecuménico del Concilio Vaticano II instituido por Juan XXIII en 1960. Anteriormente recibía el nombre de Pontificio Consejo para la Promoción de la Unidad de los Cristianos, que tras la reforma de la curia romana llevada a cabo por el papa Francisco mediante la constitución apostólica Praedicate evangelium, se convirtió en el actual Dicasterio.
La función de este Dicasterio -continuando la función encomendada al antiguo Consejo- es concentrar de una manera apropiada las iniciativas y actividades ecuménicas para la restauración de la unidad entre los cristianos. Se encarga de las relaciones con las demás comunidades religiosas; considera la interpretación correcta y la observancia de los principios del ecumenismo, con el fin último que la Iglesia Católica sea la única en el mundo.

## Tareas
Su trabajo se orienta en dos materias fundamentales: 
- Interpretar correcta y fielmenre aplicación de los principios y directrices ecuménicas establecidas para orientar, coordinar y desarrollar la actividad ecuménica.
- Fomentar los encuentros y eventos católicos, tanto nacionales como internacionales, que promuevan la unidad de los cristianos.
- Coordinar las iniciativas ecuménicas de las demás instituciones curiales, de las oficinas y de las instituciones vinculadas a la Santa Sede con las demás Iglesias y comunidades eclesiales.
- La unión con las Iglesias protestantes
- Poner en práctica las enseñanzas del Concilio Vaticano II y del Magisterio posconciliar sobre el ecumenismo.

## Administración
| Cargo         | Titular                  |
| ------------- | ------------------------ |
| Prefecto      | Cardenal Kurt Koch       |
| Secretario    | Arzobispo Flavio Pace    |
| Subsecretario | Monseñor Andrea Palmieri |